# RS-18
RS-18は、ロケットダインが開発したアポロ月着陸船の月着陸船用上昇エンジンから発展したロケットエンジン。自己着火性の出力を加減できないエンジンだったが、液体メタンと液体酸素を推進剤とし、2008年にNASAの Exploration Systems Architecture Study (ESAS)試験のために使用された。

## 開発
2005年にNASAExploration Systems Architecture Study (ESAS)は乗員輸送機(CEV)月面着陸モジュール(LSAM)上昇段推進とサービスモジュール推進システムに圧送式液体酸素/液体メタン(CH4)技術が承認された。
LOX/液体メタン CH4のような"グリーン"推進剤の使用は、上昇段やサービスモジュールのエンジンのような宇宙船の用途において安全性と、同じ大きさの自己着火性推進剤による推進装置の性能を兼ね備えている。月面着陸機上昇段に使用する場合、現在の設計よりも大型化するモノメチルヒドラジン(MMH)や四酸化二窒素 1,000 - 2,000 lbm (450 – 910 kg)よりも体積を抑えることが出来る。
上昇段用のエンジンにおいてESASで認証された推力の水準は5,000 - 10,000 lbf (22 - 44 kN)。推力5,500 lbf (24,500 N)の上昇エンジン技術の為に自己着火性推進剤または液体酸素/液体メタンの鍵となる技術的危険性を排除するために推進と低温先進開発(OCAD)計画がNASAのグレン飛行センターで実施されている。

## 進歩
RS-18ロケットエンジンはジョンソン宇宙センターのホワイトサンズ試験施設(WSTF)で高高度を模した状態で液体酸素(LOX) と液体メタン (LCH4)を推進剤として試験された。この計画はNASAの推進と低温先進開発(PCAD)計画の一環である。
高高度シミュレーションはWSTF高高度模擬装置を用いて行われ、最大高度—122,000 ft (〜 37 km)相当に達した。RS-18は液体酸素/液体メタンRS-18試験計画の一環としてプラット&ホイットニー ロケットダイン社の設計、供給するガス発火トーチ式点火装置が使用される。
火工品による点火はRS-18には使用されないがその後、2009年のアルマジロエアロスペースIPPエンジン試験の一環では成功裏に実証された。
RS-18エンジンはコンステレーション計画では採用されず、NASAの計画は2010年2月1日に最終的に中止された。
RS-18エンジンは更なる宇宙探査の任務の為の推進技術を入手して試験するNASAの探査技術開発計画で液体酸素と液体メタンを燃焼する為に改修された。